# Jollof rice

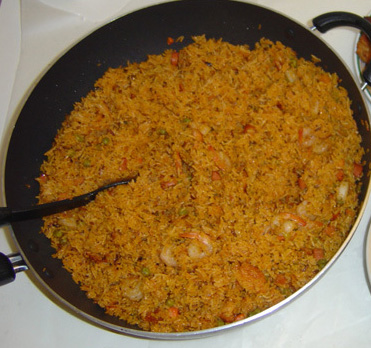
Jollof rice

Jollof rice (též benachin) je rýžový pokrm ze západní Afriky. Jedná se o pokrm z dlouhozrné rýže (nejčastěji jasmínové nebo basmati) smíchané s rajčaty, rajčatovým protlakem, olejem (převážně palmovým), cibulí, kořením, solí a chilli papričkami. Existují dvě verze receptu: ghanská a nigerijská. Často se přidává také zelenina a maso (hovězí, kozí nebo rybí). Podobnými pokrmy jsou paella ze španělské kuchyně nebo jambalaya z americké kuchyně.

## Názvy
Jollof rice se skládá ze dvou slov: slovo jollof je odvozeno od národa Wolofů, od nichž tento pokrm zřejmě pochází, rice je anglické označení pro rýži. Anglický název se používá především v anglicky mluvících zemích, jako je Ghana nebo Nigérie. Wolofský název tohoto pokrmu je však ceebu jën nebo benachin. V Mali se pokrm označuje bambarským názvem zaamè. Francouzský název je riz au gras.